# Bolbapium sulcifrons
Bolbapium sulcifrons es una especie de coleóptero de la familia Geotrupidae.

## Distribución geográfica
Habita en Brasil.